# Shouldham Thorpe
Shouldham Thorpe is een civil parish in het bestuurlijke gebied King's Lynn en West Norfolk, in het Engelse graafschap Norfolk met 165 inwoners.